# Jazzablanca
Jazzablanca est un festival international de jazz organisé annuellement à Casablanca, au Maroc, depuis 2006. Il se déroule généralement au début du mois de juillet et accueille pendant plusieurs jours des concerts, des animations culturelles et des activités de formation, attirant un large public local et international.
Le festival propose une programmation variée mêlant jazz, musiques actuelles et musiques du monde. Il accueille chaque année des artistes de renommée internationale ainsi que des musiciens émergents. En complément des concerts, Jazzablanca organise des activités culturelles et éducatives, notamment dans le cadre de son programme OFF.

## Histoire
Créé en 2006 par la société de production marocaine Seven PM, Jazzablanca avait pour objectif de démocratiser l'accès au jazz tout en favorisant la diversité musicale. Depuis sa création, le festival a considérablement évolué, tant en termes de programmation que d'envergure, devenant l'un des événements musicaux majeurs du Maroc.

## Lieux et scènes
Depuis les dernières éditions, le festival se concentre exclusivement sur le site d'Anfa Park, situé à Casablanca. Deux scènes y sont installées :
- Scène Casa Anfa : scène principale du festival, accessible sur billetterie, accueillant les têtes d'affiche nationales et internationales.
- Scène 21 : espace plus intimiste dédié à la découverte de nouveaux talents.

## Le OFF du festival
En parallèle des concerts, Jazzablanca organise également un programme OFF destiné à renforcer l'ancrage culturel et éducatif du festival. Il comprend des ateliers d'initiation musicale pour les enfants, des master classes et des tables rondes destinées aux professionnels et aux amateurs, ainsi que trois jours de concerts gratuits dans différents espaces publics de la ville.

## Artistes notables
Jazzablanca a accueilli de nombreux artistes de renom sur ses scènes, parmi lesquels :
- Al Jarreau : légende du jazz vocal, plusieurs fois primé aux Grammy Awards[6] ;

- Chick Corea : l’un des pianistes de jazz les plus influents du XXe siècle[7] ;

- Marcus Miller : célèbre bassiste et producteur, connu pour son travail avec Miles Davis ;

- Gloria Gaynor : figure emblématique du disco avec le tube mondial I Will Survive ;

- Jason Mraz : chanteur pop reconnu pour des hits comme I’m Yours[8] ;

- Patti Smith : figure légendaire du rock et du mouvement punk américain ;

- LP : artiste pop-rock très populaire avec des succès comme Lost on You ;

- Aloe Blacc : connu du grand public pour I Need a Dollar et sa collaboration avec Avicii[9] ;

- Al Di Meola : guitariste virtuose, figure majeure du jazz fusion ;

- Esperanza Spalding : contrebassiste et chanteuse jazz, récompensée aux Grammy Awards ;

- Billy Cobham : batteur emblématique du jazz fusion (notamment avec Mahavishnu Orchestra).